# Manfred Wieninger
Manfred Wieninger (* 9. Juli 1963 in St. Pölten; † 13. Juli 2021 ebenda) war ein österreichischer Schriftsteller.

## Werdegang
Wieninger studierte Germanistik und Pädagogik in Wien. Aus vorangegangener Erfahrung als Medizinstudent, Kaminleger, Reiseleiter sowie Lokal- und Sportjournalist schöpfte er Stoff für seine Kriminalromane. Titelheld ist ein ehemaliger Polizist mit dem Namen Marek Miert.
Wieninger verfasste ein Lexikon der St. Pöltner Straßennamen sowie zwei Bände mit Lyrik und Aufsätzen für die Frankfurter Allgemeine Zeitung, die Wiener Zeitung, die Literatur und Kritik und die Zwischenwelt.
2013 erhielt er für seine Werke den Theodor-Kramer-Preis.
In seinem Roman Aasplatz – Eine Unschuldsvermutung untersucht der Kriminal-Bezirksinspektor des Innenministeriums, Hans Landauer, die Massaker an ungarischen Juden, die 1945 im Zuge des Baus des Südostwalls im südburgenländischen Jennersdorf stattfanden.
Er starb am 13. Juli 2021 mit 58 Jahren in St. Pölten.

## Werke
- Der dreizehnte Mann. Verlag rororo, Reinbek 2000.
- Falsches Spiel mit Marek Miert. Verlag rororo, Reinbek 2001.
- St. Pöltner Straßennamen erzählen. Studienverlag, Innsbruck, 2002, ISBN 3-7066-2208-4. Erw. Neuauflage 2017, ISBN 9783706555012.
- Der Engel der letzten Stunde. Verlag Haymon, Innsbruck/Wien 2005, ISBN 3-85218-489-4.
- Kalte Monde. Verlag Haymon, Innsbruck/Wien 2006, ISBN 3-85218-514-9.
- Rostige Flügel. Verlag Haymon, Innsbruck/Wien 2008, ISBN 978-3-85218-559-0.
- Prinzessin Rauschkind. Verlag Haymon, Innsbruck 2010, ISBN 978-3-85218-626-9.
- Die Banalität des Guten. Feldwebel Anton Schmid. Verlag der Theodor Kramer Gesellschaft, Wien 2014, ISBN 978-3-901602-56-6.
- Aasplatz – Eine Unschuldsvermutung. Verlag Residenz, Wien 2017, ISBN 978-3-7017-1692-0.
- Wirbel der Zeit. Verfolgung und Widerstand in Niederösterreich. (Band 36), Wien: Verlag der Theodor Kramer Gesellschaft 2023, ISBN 978-3-903522-11-4

## Auszeichnungen
- 2013: Theodor-Kramer-Preis